# Kiepkerel

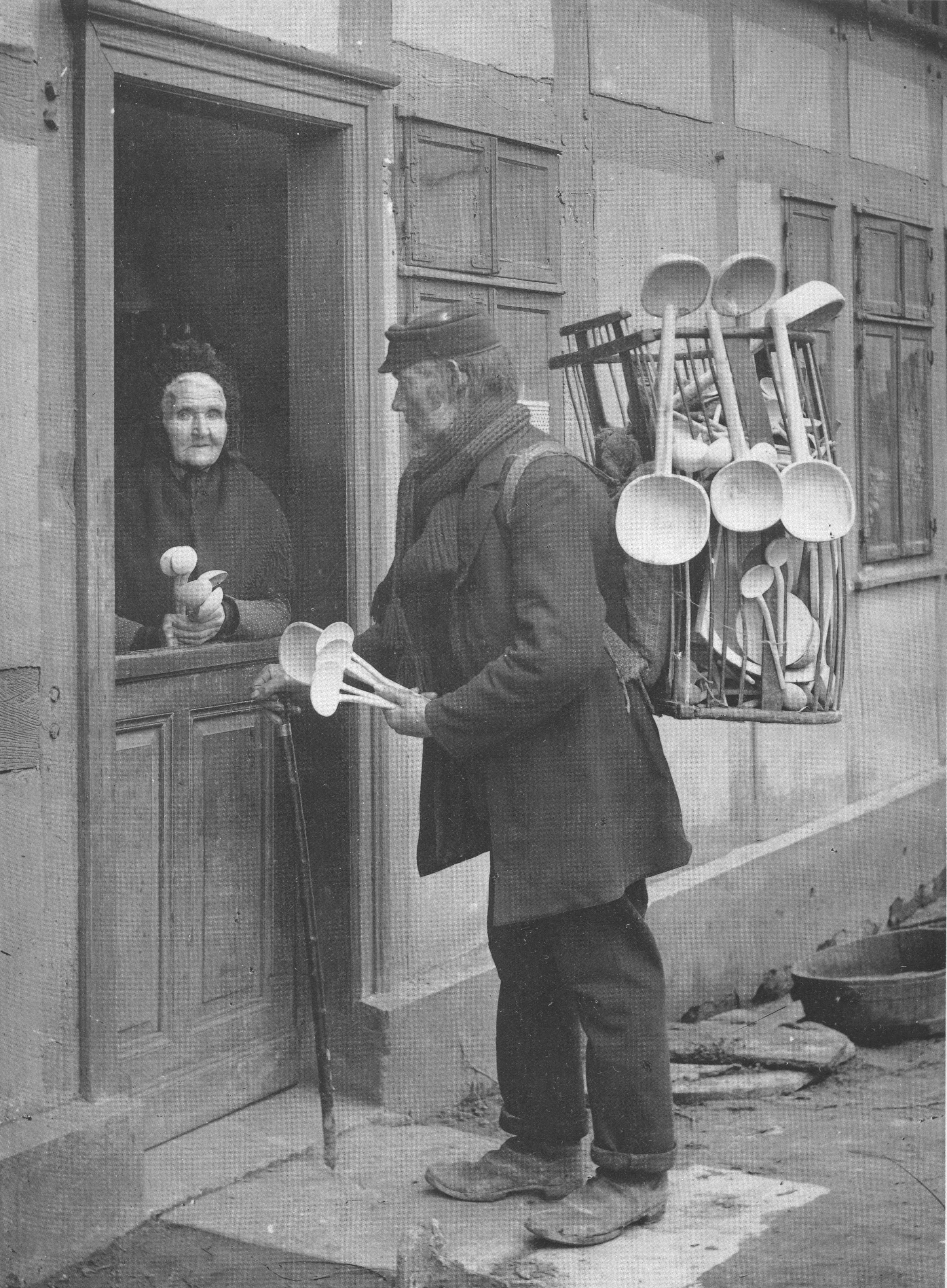
Marskramer met houten lepels bij een dame aan de deur, 1905

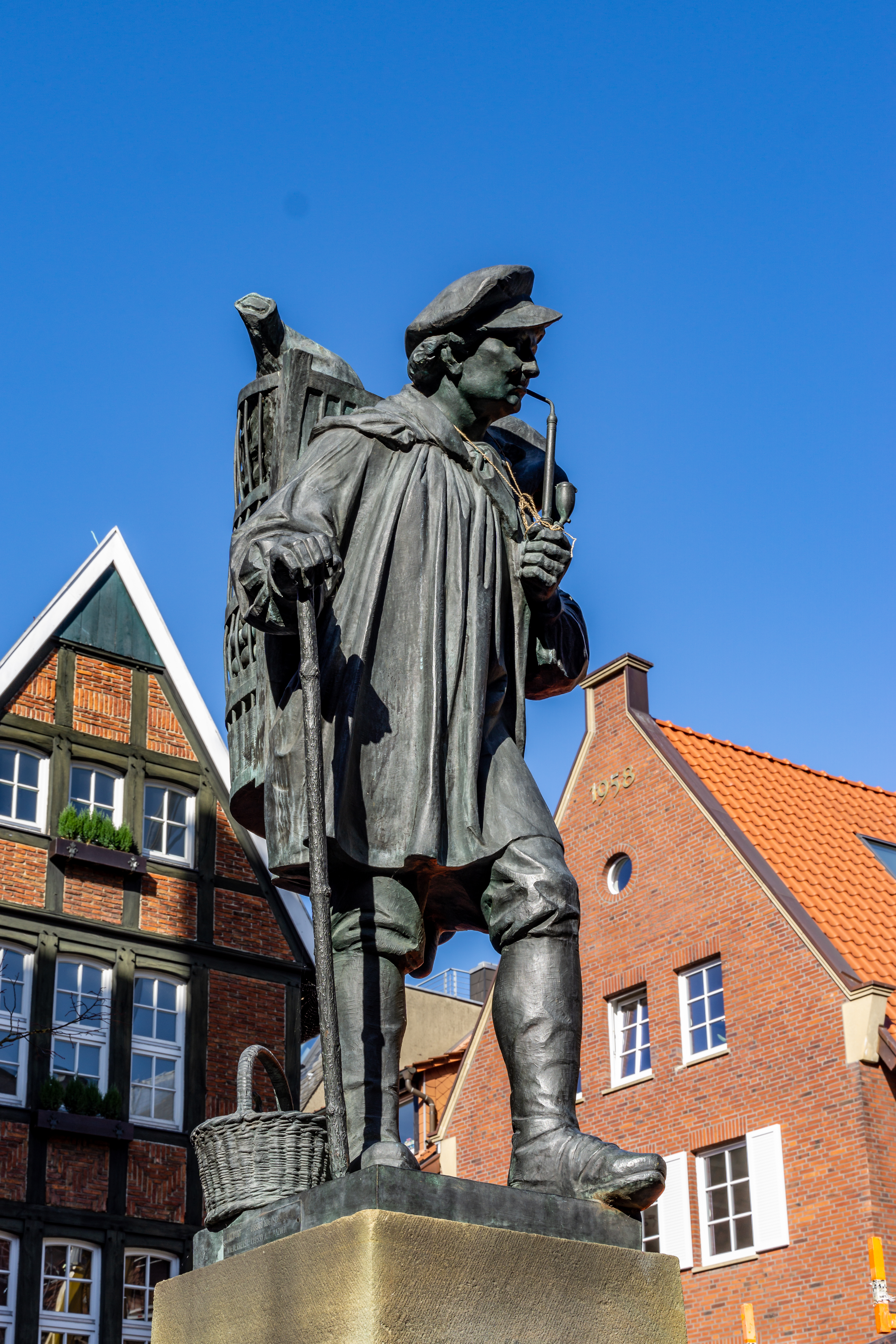
Kiepenkerl door August Schmiemann in Münster

Kiepkerels zijn Noord-Duitse marskramers die van de 17e eeuw tot begin 20e eeuw door Noord-Nederland trokken en hun koopwaar op hun rug in een mand (Nedersaksisch: kiep) vervoerden. 
Toen de opbrengsten in Duitsland minder werden, gingen veel landarbeiders naar Nederland om wat geld te verdienen. De vrouwen onderhielden thuis hun eigen stukje land. Deze seizoenarbeiders werden hannekemaaiers genoemd, zij maaiden het gras met speciale zeisen. Deze hannekemaaiers kwamen het meeste voor in de provincie Groningen en Friesland. Ze werden "poepen" genoemd en er werden veel versjes over hen gezongen. Tot begin 19e eeuw werden ze van daaruit per boot door beurtschippers naar Amsterdam vervoerd. In Noord-Holland werd beter betaald en de bazen waren vriendelijker. Later reisden ze per stoomboot (Zwolle-Amsterdam) en daarna met de trein.
Door de slechte economie in Duitsland, namen de seizoenarbeiders om wat extra geld te verdienen allerhande waren mee in op de rug gedragen manden. Ze werden marskramers genoemd. Sommige marskramers hadden manden met verschillende verdiepingen, onderin voor een haan, het midden voor kippen en bovenin voor kleine koopwaar. 
Naast deze seizoenarbeiders was er ook een uitgebreide handel in Duits linnen, dat van hoge kwaliteit was. Deze verkopers namen de lappen stof mee in een gesloten mand op de rug, wat een Kiep werd genoemd. De verkopers werden daarom Kiepkerel ("Kiepenkerl") genoemd. Zij droegen kleding van kwalitatief goede stoffen. De meeste Kiepkerels kwamen uit Westfalen, uit steden als Mettingen, Sundern, Kloppenburg. Ze hadden soms ook een variatie aan manufacturen bij zich in een ladekastje. 
Een deel van de Kiepkerels zijn voorgoed in Nederland gebleven, zoals de broers Clemens en August Brenninkmeijer, die de confectieketen C&A hebben opgericht, maar ook de families Vroom, Dreesman, Waal, Vos, Lampe, Cramer en de familie Sinkel, die met de Winkel van Sinkel is begonnen.

## Beelden
- In Münster staat een bronzen beeld van August Schmiemann uit 1896 genaamd de Kiepenkerl.
- Jeff Koons maakte variaties op dit thema in grote roestvrij stalen beelden, waarvan er sinds 1987 een staat opgesteld in Washington DC.
- In Assen staat het beeld Marskramer uit 1983 van Pieter d'Hont.

## Afbeeldingen

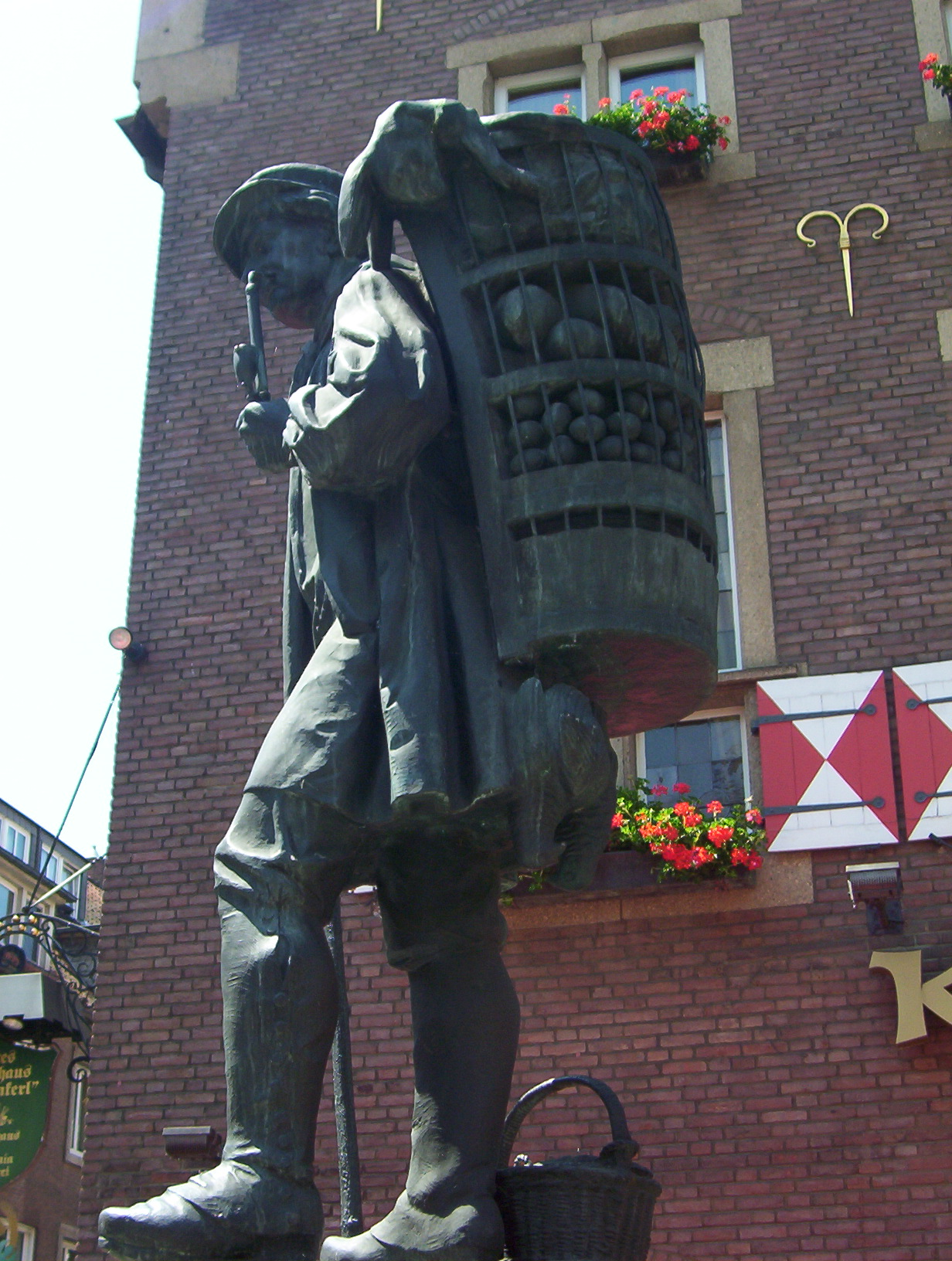
Kiepenkerl in Münster, August Schmiemann, 1896
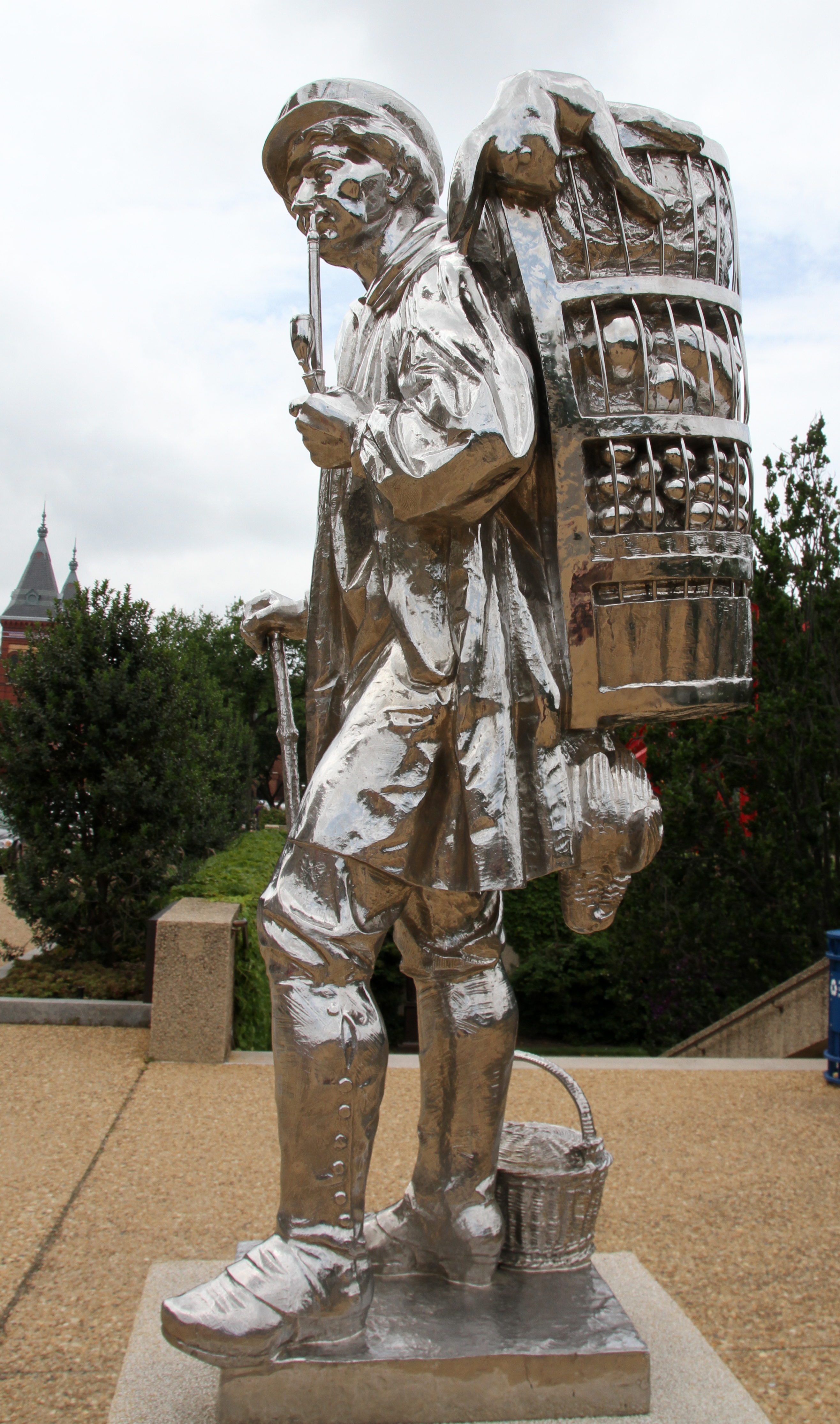
Washington. Jeff Koons, Kiepenkerl 1987
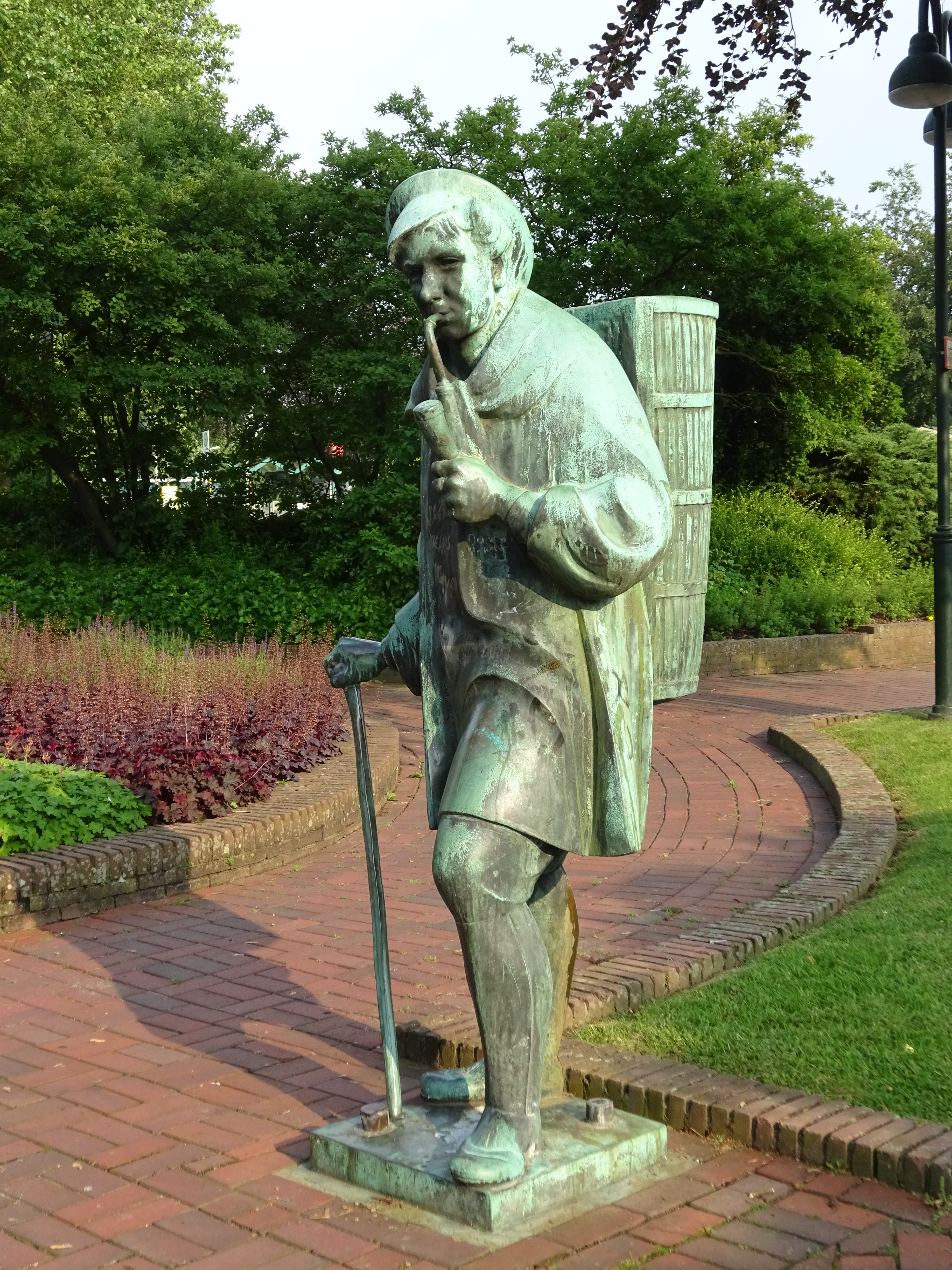
Rees, Kiepenkerl
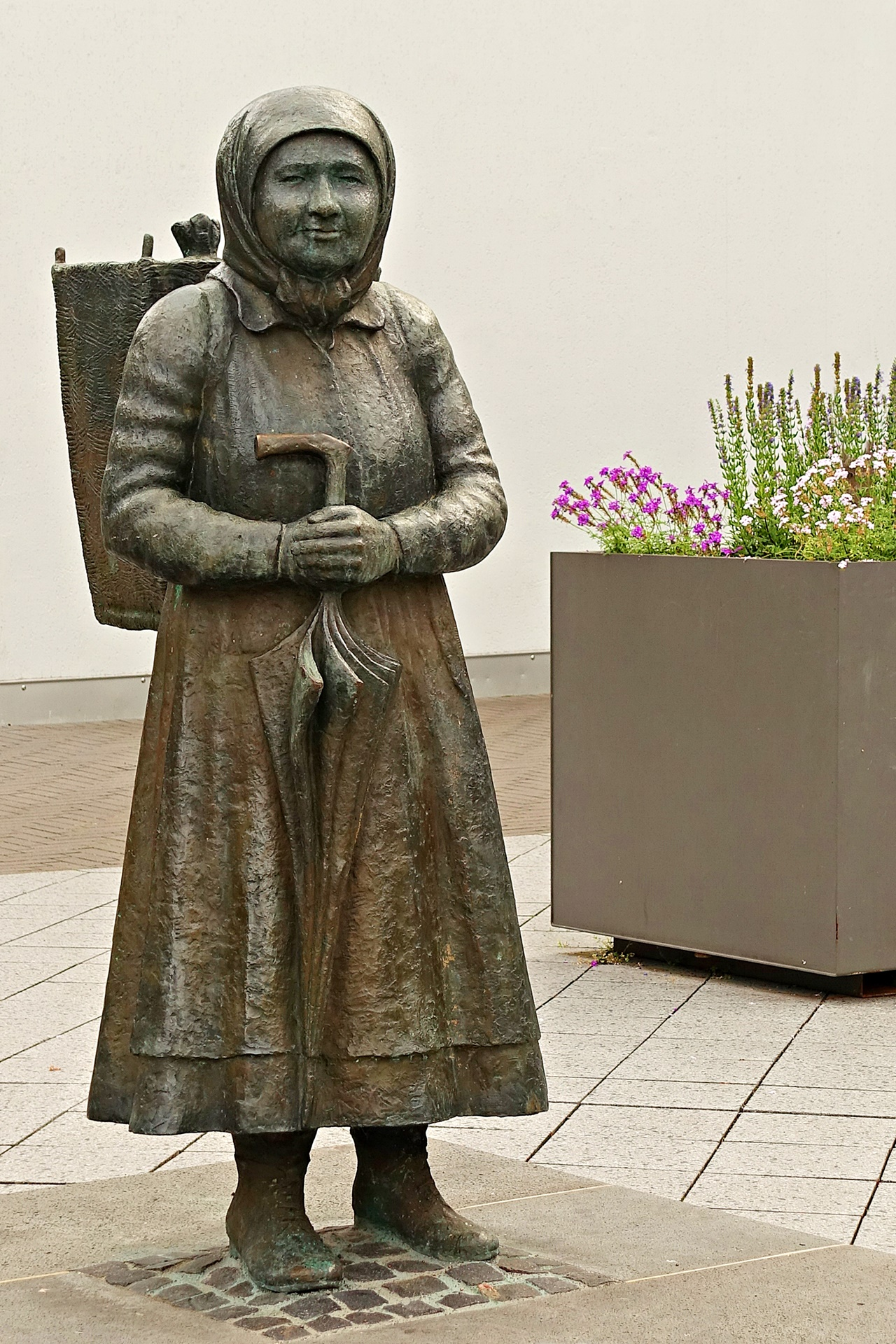
Schalksmühlen, Kiepenlisettken
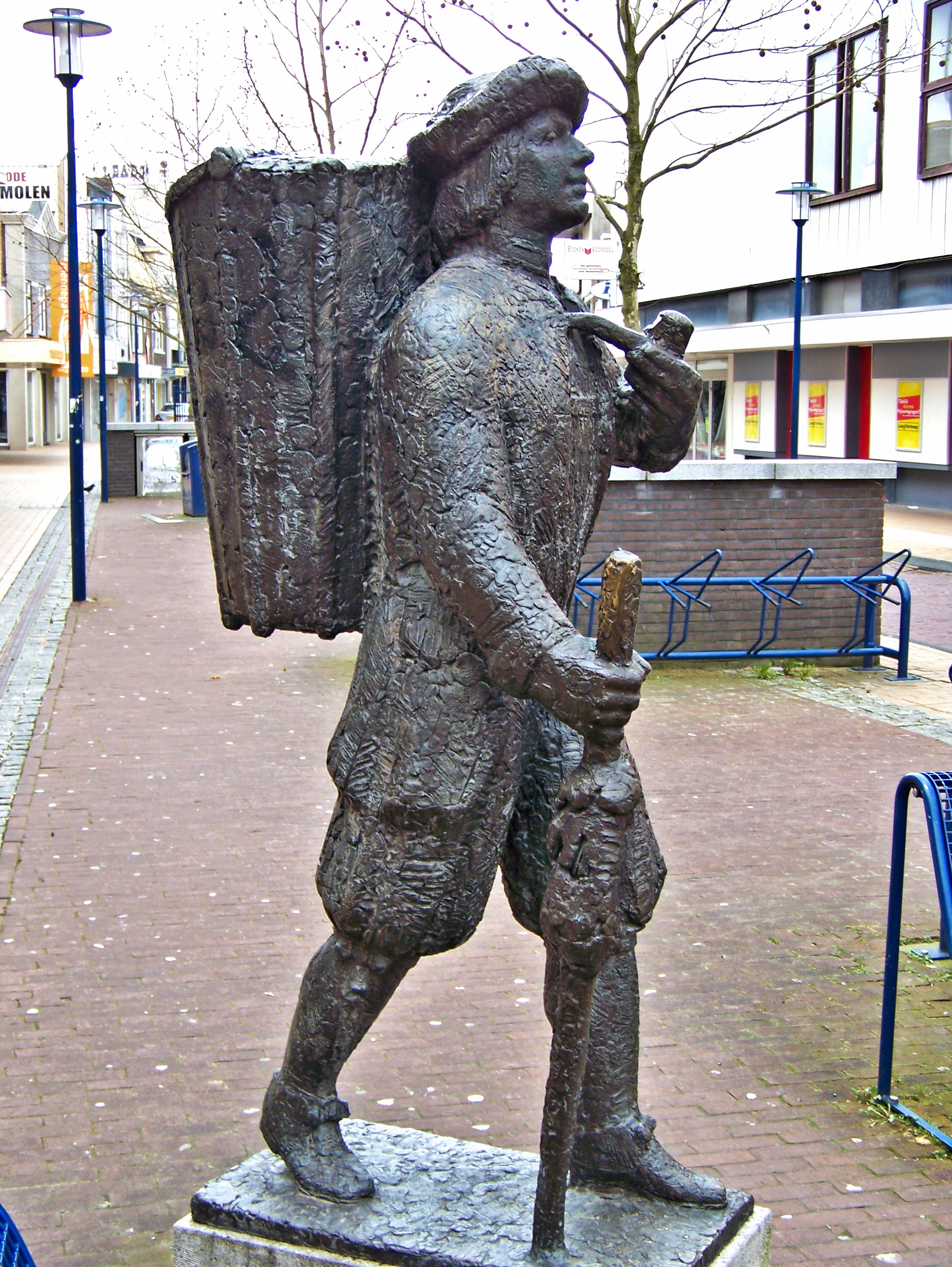
Assen, Marskramer, 1983, van Pieter d'Hont